# Nedostatek dusíku u rostlin

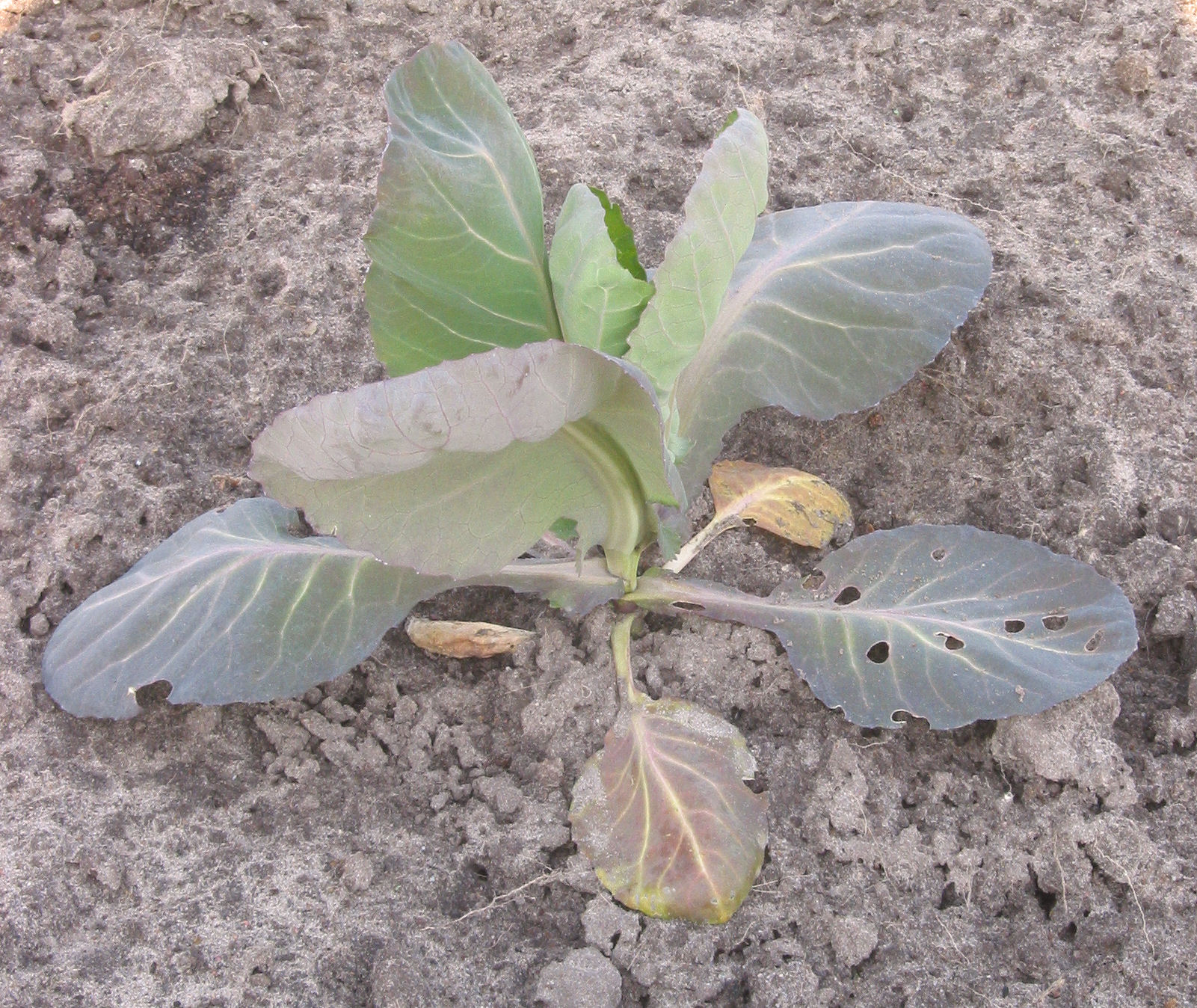
Dusík je po rostlinně rozváděn přednostně do růstových vrcholů. Nedostatek dusíku se projevuje nejdříve u starších listů. Mladé listy jsou ještě zelené.

Nedostatek dusíku u rostlin je vážnou fyziologickou poruchou, poruchou výživy. Projevuje se slabým růstem rostlin, rostliny jsou malé. Podle stupně nedostatku dusíku se mění barva nejstarších listů od bledě zelené do žluté. Nedostatek dusíku v rostlině může nastat vlivem nevhodných půdních poměrů a jeho příjem rostlinou může být výrazně omezen vlivem antagonostických prvků nebo celkově nedostatkem výživy.
Při silném nedostatku dusíku list odspodu odumírá. Listy nižších pater obyčejně trpí nedostatkem dusíku dříve, protože dusík je přednostně transportován rostlinou na místa růstových vrcholů a do semen a květů. Při nízkém příjmu dusíku jsou listy světle zelené, tvrdé, vzpřímené, je vystouplá nervatura. Nedostatek dusíku někdy vede ke klamnému dojmu rychlého dozrávání. Při nedostatku dusíku se kořeny málo větví a rostou do délky. Poměr hmoty kořenů ku nadzemní biomase se zvyšuje. Květy jsou malé, špatně vybarvené. Rostliny předčasně ukončují růst.

## Vznik nedostatku dusíku v půdě
Nedostatek dusíku v půdě může být stálý stav, pokud jde o půdu, která je přirozeně neschopná vázat živiny. Může jít o dočasný stav způsobený jednostranným využíváním půdy. Také tento stav může nastat, pokud je do půdy přidána organická hmota s vysokým obsahem uhlíku, jako jsou piliny, rašelina nebo sláma, v zemědělství k tomuto stavu může dojít při hnojení hnojem s vysokým podílem slámy nebo při zaorání posklizňových zbytků bez přihnojení. Bakterie v půdě rozkládající celulózu k svému růstu totiž využívají dusík, takže dusík v půdě a ten je tedy proto jen omezeně dostupný rostlinám.

## Detekce nedostatku dusíku
Kromě vizuálních známek nedostatku dusíku na rostlině lze usuzovat podle přítomnosti, stavu nebo nepřítomnosti nitrofilních plevelů. Z moderních metod lze využít měření obsahu chlorofylu, protože množství dusíku v rostlině a množství chlorofylu spolu souvisí.

## Ochrana rostlin

### Prevence
Rostliny pěstovat v promyšleném osevním postupu. Na dusík náročné rostliny zařadit v první trati, po hnojení chlévskou mrvou. Přihnojovat umělými nebo stájovými hnojivy s obsahem dusíku během vegetace. Nepěstovat rostliny náročné na dusík v chudých půdách, v půdách které neudrží živiny nebo je činí nedostupnými pro rostliny.

### Ošetření při výskytu
Během vegetace lze použít hnojivý postřik na list nebo ledkové, rychle přijatelné formy dusíku.

## Funkce dusíku v rostlině
Dusík je významným prvkem pro všechny živé organismy. Je součástí aminokyselin, amidů, bílkovin, pyrimidinových, purinových bází, nukleových kyselin, chlorofylu, enzymů a dalších biologicky aktivních látek. V rostlinách se jeho obsah pohybuje ve značném rozmezí v závislosti na druhu orgánu a stáří rostliny. V počátečních fázích vývoje je obsah dusíku v rostlině a spotřeba dusíku rostlinou vysoká. S klesající tvorbou biomasy potřeba příjmu dusíku klesá.

## Formy příjmu dusíku rostlinou
Rostlina přijímá dusík ze dvou forem, a to jako NO3− a NH4+ ionty. Obě formy jsou mobilní, dobře metabolicky využitelné, ale mají značně rozdílný význam, úměrný rozdílům oxidace obou iontových forem. Kromě toho rostliny mohou v omezené míře přijímat i některé dusíkaté organické látky, např. močovinu, aminokyseliny aj. U bobovitých rostlin jako zdroj dusíku slouží i vzdušný N2.
Některé rostliny mohou využívat vzdušný dusík díky symbióze s bakteriemi (bobovité) nebo aktinomycetami, riziko nedostatku dusíku u těchto rostlin je menší. Některé rostliny (masožravé) doplňují nedostatek dusíku příjmem živin z usmrcených živočichů.